# Marie Baťová
Marie Baťová, rozená Menčíková (22. června 1892 Vídeň, Rakousko-Uhersko – 27. února 1954 New York, USA), byla manželkou Tomáše Bati.
Podle křestní matriky (Sv. Josef, Margareten, Wien) se narodila 22. června 1892 do rodiny významného českého literárního vědce Ferdinanda Menčíka, kustoda císařské dvorní knihovny ve Vídni. Na plese vídeňských Čechů se seznámila s Tomášem Baťou a sňatek uzavřeli ve Vídni 15. dubna 1912. V září 1914 se jim narodil jediný syn Tomáš.
V manželově firmě neměla oficiální postavení, ale přesto se zde výrazně podílela na společenských kontaktech a sociálním klimatu. V závěti Tomáše Bati z května 1931 byly Marii určeny majetkové odkazy. Převody akcií firmy se úředně projednávaly od července 1932 do června 1933. Komplikované řízení bylo uzavřeno na půdě ministerstva financí. Akcie firmy Baťa byly evidovány na jméno Jana Antonína Bati a o jejich vlastnictví se později vedly spory.
Brzy po německé okupaci bylo nutno úředně ohlásit držení akcií, a tak v říjnu 1939 při ohlášení akciových podílů měla Marie Baťová evidováno 25 % akcií firmy. Tehdy již byla v kanadském exilu, avšak odtud se na přelomu let 1939 a 1940 vrátila do Zlína. Svou přítomností zaštiťovala spolu s dalšími akcionáři po celou dobu války vlastnictví firmy Baťa v českých rukou. Při nástupu Heydricha do Prahy a zatčení generála Aloise Eliáše 27. září 1941 napomohla českému odboji předáním důležitých informací z Eliášovy vily. V letech 1944–1945 pomohla ve Zlíně ukrývat partyzány.
Ze strany úřadů byla po válce omezována mj. tím, že neměla cestovní pas. Aby se z omezení vymanila, začala na jaře 1946 připravovat cestu do exilu. S přispěním ministra zahraničí Jana Masaryka jí byl 8. června 1946 pas vydán a vzápětí odcestovala letadlem do Velké Británie.
V dalších letech pobývala v Karibiku na Bermudách. Zemřela v únoru 1954 v New Yorku a byla zde pochována na hřbitově Gate of Heaven. V roce 1993 nechal syn Tomáš převézt její ostatky do Zlína na Lesní hřbitov po bok jejího manžela.